# تور دوچرخه‌سواری داون آندر
تور دوچرخه‌سواری داون آندر (انگلیسی: Tour Down Under) یک تور دوچرخه‌سواری جاده در استرالیا است.
این تور که از سال ۱۹۹۹ هر سال برگزار می‌شود در اطراف شهر آدلاید در ایالت استرالیای جنوبی می‌رسد.

## نگارخانه

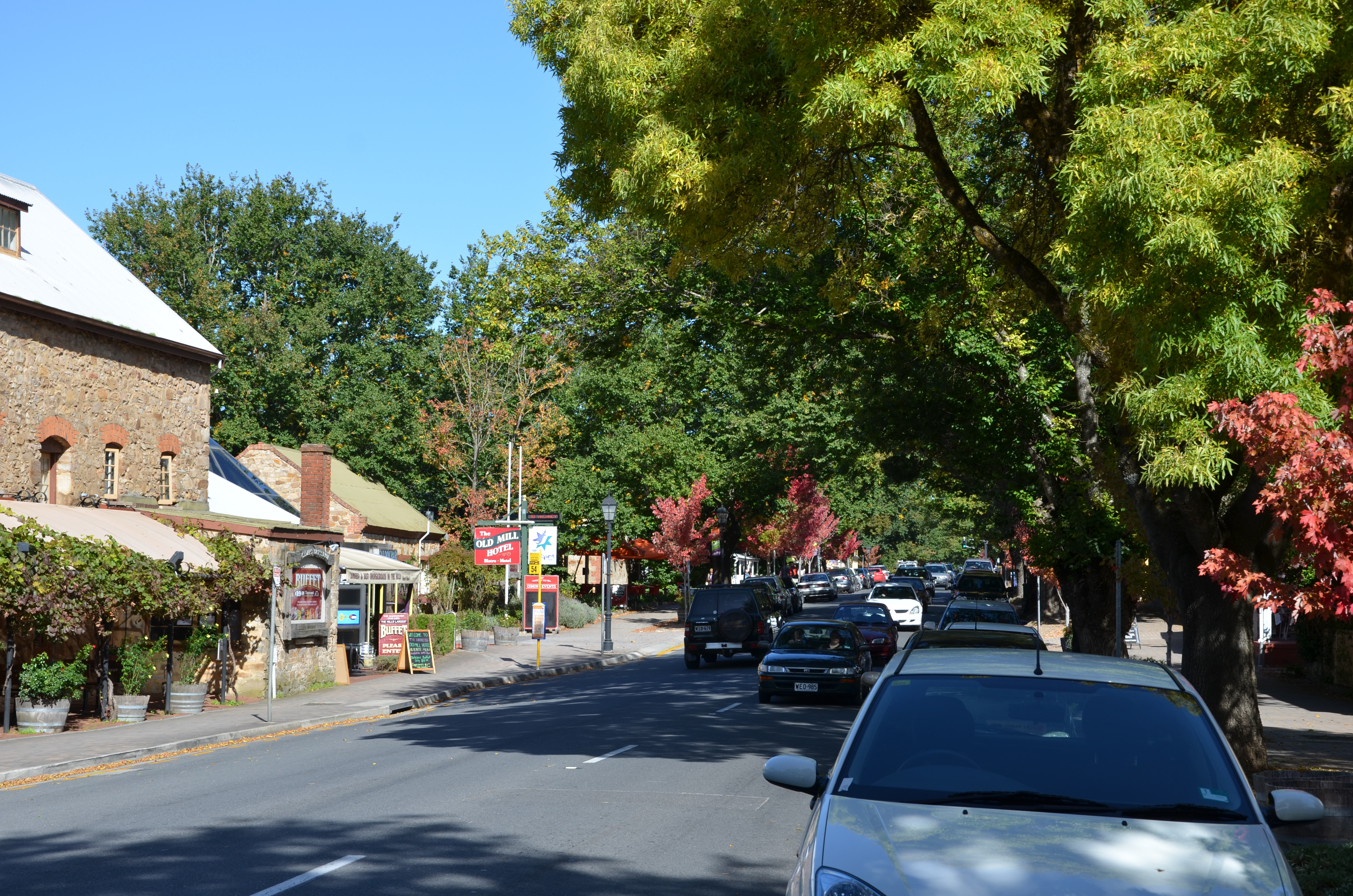
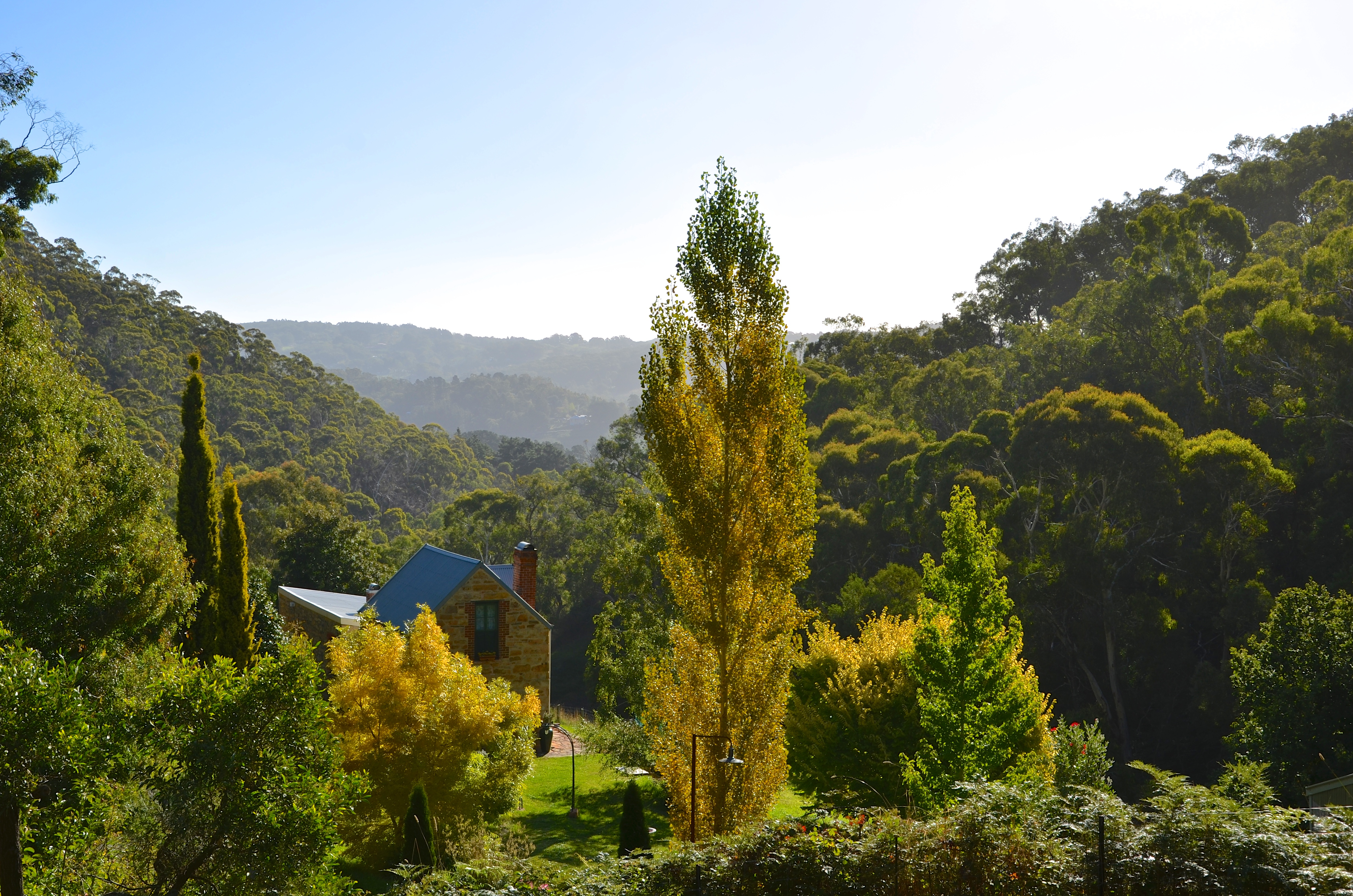
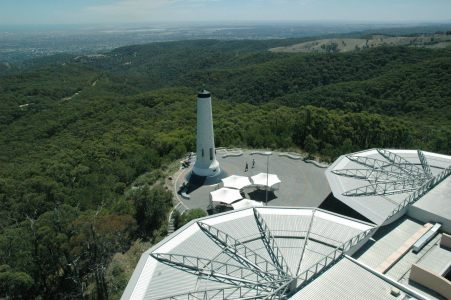
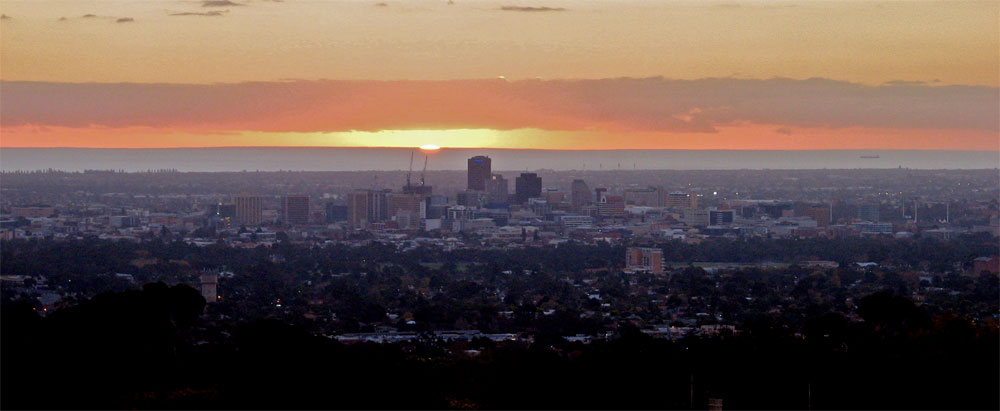

## قهرمانی بر پایه کشور
| #  | کشور          | قهرمانی |
| -- | ------------- | ------- |
| ۱. | استرالیا      | ۱۴      |
| ۲. | آلمان         | ۲       |
| ۲. | اسپانیا       | ۲       |
| ۲. | آفریقای جنوبی | ۲       |
| ۴. | فرانسه        | ۱       |
| ۴. | هلند          | ۱       |
| ۴. | سوئیس         | ۱       |